# Донсков, Владимир Александрович
Владимир Александрович Донсков (род. 17 марта 1948 года, Киргизская ССР, СССР) — советский и российский художник кино. Народный художник Российской Федерации (2014).  

## Биография
Родился 17 марта 1948 года в Киргизии. В 1966 г. окончил МСХШ (лицей) при институте им. В.И. Сурикова. В 1972 г. окончил художественный факультет ВГИКа в мастерской профессора М. А. Богданова.
После успешной защиты диплома В. А. Донсков был приглашён режиссёром Б. Шамшиевым на киностудию "Киргизфильм"  для совместной работы, где в качестве художника - постановщика участвовал в создании фильма "Белый пароход" по повести Ч. Айтматова,  удостоенный Государственной премии СССР, Главной премии IX ВКФ, а также международных призов.
С самого начала своей творческой деятельности в качестве художника кино Владимир Донсков проявил себя как оригинальный и глубокий мастер, тонко чувствующий стилистические особенности фильмов, на которых ему доводится работать.
С 1980 года по настоящее время В. А Донсков работает художником — постановщиком киноконцерна «Мосфильм», где им созданы более 20 фильмов, многие из которых отличаются необычностью и сложностью художественно-постановочного решения.Особой масштабностью и историческим размахом выделяется фильм «Ермак» (режиссёры В. Краснопольский и В. Усков). Эта картина получила номинацию киноакадемии «НИКА» за лучшую работу художника- постановщика Владимира Донскова, а также номинацию "ТЭФИ". Среди таких фильмов «Где-то плачет иволга» (совместно с М. Богдановым, режиссёр Эдмонд Кеосаян), «Золотая шпага» (режиссёры Г. Шумский и С. Соколов), отмеченные многими международными наградами; фильмы "Змеелов" (режиссёр В. Дербенев), "Ночные забавы" ( режиссёры В. Краснопольский, В. Усков),  получившие широкое зрительское признание.В 2005 г. Владимир Донсков художник-постановщик фильмов «Очарование зла», режиссёр Михаил Козаков; "Казус Кукоцкого",( режиссёр Ю. Грымов.) В 2009 году - телевизионный художественный фильм «Марево» по повестям Н.В. Гоголя в постановке режиссёра К. Худякова. С Константином  Худяковым  Владимир Донсков также работал над фильмом "Ленинградец", 2006 г..
В 2010 году - телевизионный художественный фильм «Достоевский», режиссёр В. Хотиненко, который в 2011 году получил Премию «Золотой Орёл» как лучший телевизионный сериал.
Владимир Донсков участник многих выставок. Его работы находятся в музеях России, Музее кино, Музее "Мосфильма", частных собраниях.
Владимир Донсков имеет опыт педагогической работы. С 1978 года по 1985 год совместно с  П. И. Пашкевичем он подготовил во ВГИКе выпуск молодых художников кино, в настоящее время - руководитель Мастерской кафедры Мастерства художника кино и телевидения Художественного факультета ВГИК, профессор.
Член Союза художников России, Московского Союза художников, Союза кинематографистов РФ. 

## Фильмография

### Художник
1. 1974 — Эхо любви
2. 1975 — Белый пароход
3. 1982 — Где-то плачет иволга…
4. 1985 — Змеелов
5. 1987 — Загон
6. 1989 — Созвездие Козлотура
7. 1990 — Золотая шпага
8. 1991 — Ночные забавы
9. 1994 — Воровка
10. 1996 — Ермак
11. 1999 — Любовь зла…
12. 2001 — Мужская работа
13. 2002 — Две судьбы (1 часть)
14. 2002 — Мужская работа 2
15. 2004 — Близнецы
16. 2004 — Ландыш серебристый 2
17. 2005 — Казус Кукоцкого
18. 2006 — Ленинградец
19. 2006 — Очарование зла
20. 2007 — Лузер
21. 2008 — Марево
22. 2008 — Никто, кроме нас…
23. 2008 — Новая Земля
24. 2010 — Достоевский
25. 2012 — Московский декамерон
26. 2014 — Обнимая небо

### Актёрские работы
1. 1971 — Алые маки Иссык-Куля — пограничник

## Награды и звания
- Народный художник Российской Федерации (2 мая 2014 года) — за достигнутые трудовые успехи, значительный вклад в социально-экономическое развитие Российской Федерации, реализацию внешнеполитического курса Российской Федерации, заслуги в гуманитарной сфере, укреплении законности и правопорядка, активную общественную деятельность, многолетнюю добросовестную работу[1].
- Заслуженный художник Российской Федерации (18 апреля 1999 года) — за заслуги в области искусства[2].
- Медаль Творческого Союза художников за вклад в отечественную культуру.
- Серебряная медаль Союза художников России "ДУХОВНОСТЬ, ТРАДИЦИИ, МАСТЕРСТВО".
- Медаль Московского союза художников "За заслуги в развитии изобразительного искусства".